# São Paulo (A-12)
La portaerei (NAe) São Paulo è stata un'unità della Marinha do Brasil, precedentemente in servizio in quella francese col nome di Foch (classe Clemenceau). Venduta al Brasile nel 2000 dopo una carriera durata 37 anni, la nave sostituì la portaerei di costruzione britannica Minas Gerais, risalente alla seconda guerra mondiale. Il 14 febbraio 2017 la Marina brasiliana ne ha annunciato il ritiro graduale dal servizio entro il 2020, venendo formalmente radiata il 22 novembre 2018.
Il 4 febbraio 2023 è stata deliberatamente affondata dalla Marina militare brasiliana, con un carico di sostanze tossiche, in alto mare.

## Storia
La nave, entrata in servizio nel 1963 come Foch (R 99), è stata impiegata nel 1978 nel Mar Rosso per proteggere l'indipendenza del Gibuti durante l'operazione Sapphire II. Successivamente, nel 1983-84 ha partecipato alla missione Olifant a sostegno del contingente francese schierato in Libano e dal 1993 al 1999 è stata regolarmente impegnata in Adriatico nelle operazioni Balbuzard, Salamander e Trident nel quadro dell'impegno francese nella ex-Jugoslavia nell'ambito delle missioni UNPROFOR, SFOR e KFOR, sotto il comando dell'ONU e della NATO, assicurando la sicurezza francese a terra.
La R-99 Foch tra il 1980 e il 1981 è stata sottoposta a lavori di ammodernamento, durante i quali è stata aggiornata l'elettronica di bordo e dotata di armi nucleari tattiche.

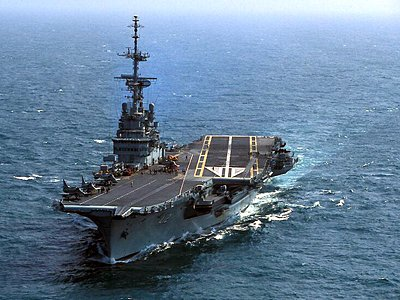
La portaerei brasiliana A-12 São Paulo in navigazione.

Nel settembre del 2000 è stata acquistata dal Brasile per la cifra simbolica di 12 milioni di dollari e ribattezzata dal nome dell'omonimo stato federato. La cerimonia di consegna della nave è avvenuta il 15 novembre 2000 nel porto francese di Brest, e subito dopo la nave ha effettuato una revisione generale del costo di 30 milioni di dollari presso i cantieri DCNS. La portaerei è divenuta pienamente operativa il 28 aprile 2001, e nell'agosto dello stesso anno sono iniziate le operazioni di volo con il 1° Grupo Aereo Embarcado. La dotazione del 1° Grupo comprendeva:
- 16 cacciabombardieri McDonnell Douglas A-4 Skyhawk[N 2] del 1° Esquadrão de Aviões de Intercaptação e Ataque VF-1 "Falcão"[5]
- 4 elicotteri antisommergibile Sikorsky SH-3D del 1° Esquadrão de Helicópteros Anti-Submarino HS-1 "Guerreiro"[6]
- 3 elicotteri per impiego generale Aérospatiale AS-332 Super Puma del 1° Esquadrão de Helicópteros de Emèprego General HU-2 "Pegaso"[6]

## Caratteristiche tecniche

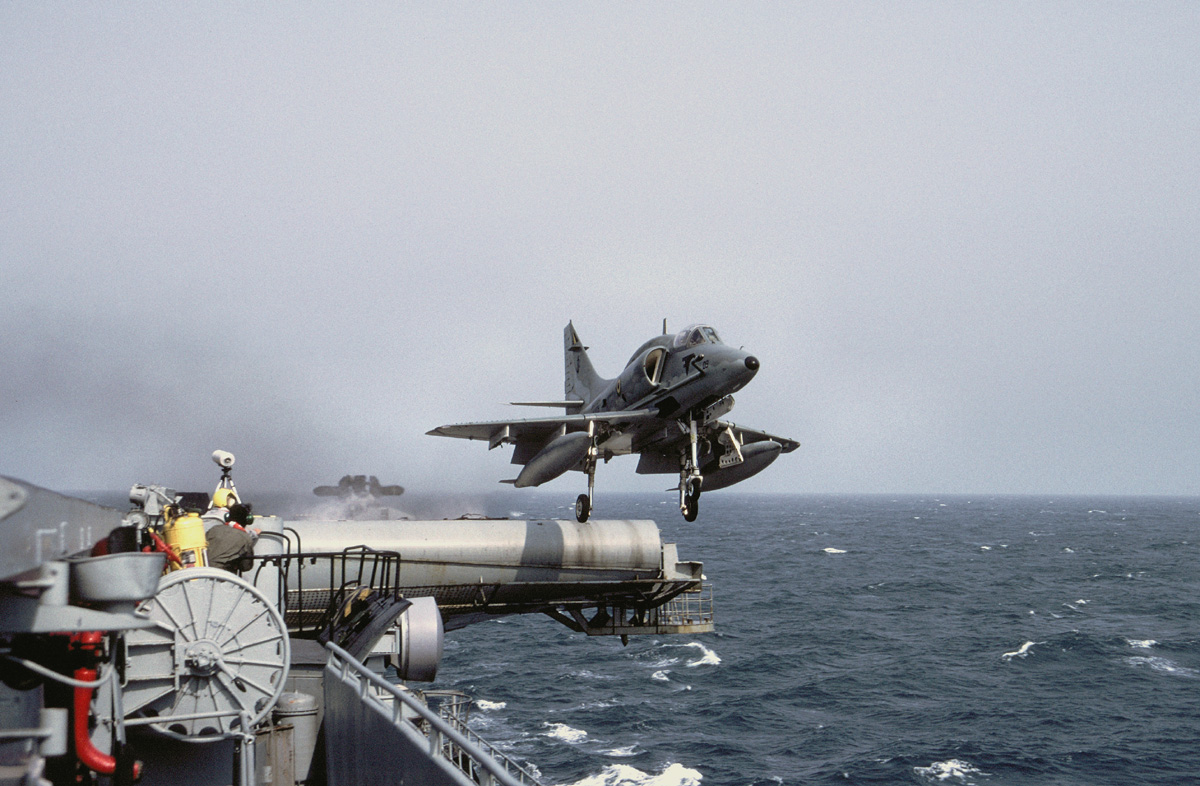
Lancio di un cacciabombardiere AF-1A del VF-1 "Falcão" tramite catapulta di bordo.

L'equipaggio era composto da 1017 effettivi, di cui 47 ufficiali, 970 sottufficiali e comuni e 672 della Força Aeronaval.
L'armamento comprendeva due lanciatori a 8 celle per missili superficie-aria Thomson-CSF Crotale, quattro lanciamissili binati per missili superficie aria a guida infrarossa Simbad di produzione e progettazione interamente francesi, mentre cinque mitragliatrici Browning M 2 da 12,7 mm costituivano la difesa antiaerea di punto di tipo artiglieresco.
La nave era equipaggiata di radar di ricerca aerea a lungo raggio Thomson-CSF DRBV-23B in banda D, con un raggio di 201 km, di radar di ricerca aerea e di superficie a corto raggio DRBV-15, radar di appontaggio NRBA-50, 2 radar tridimensionali di ricerca aerea e di superficie DRBI-10 in banda E/F, con un raggio di azione di 256 km, radar di navigazione Decca Racal Type 1226 e Kelvin Hughes Type 1006, 2 radar di direzione del tiro per missili Crotale, e sistema TACAN SRN-6.
Il sonar Westinghouse SQS 505 è montato a scafo e la suite EW costituita da due lancia chaff/flare CSEE Dagaie, Suite ESM ARBR 17 ed ECM ARBB 33.
Durante gli aggiornamenti del periodo 1980- 81 l'elettronica è stata aggiornata con un sistema IPER (per l'elaborazione dati tattici), di un sistema automatico per la direzione delle operazioni di combattimento SENIT (Système d'Exploitation Navale des Informations Tactiques) e di una centrale per l'aggiornamento della piattaforma inerziale degli aerei prima che venissero catapultati.

## Impiego operativo

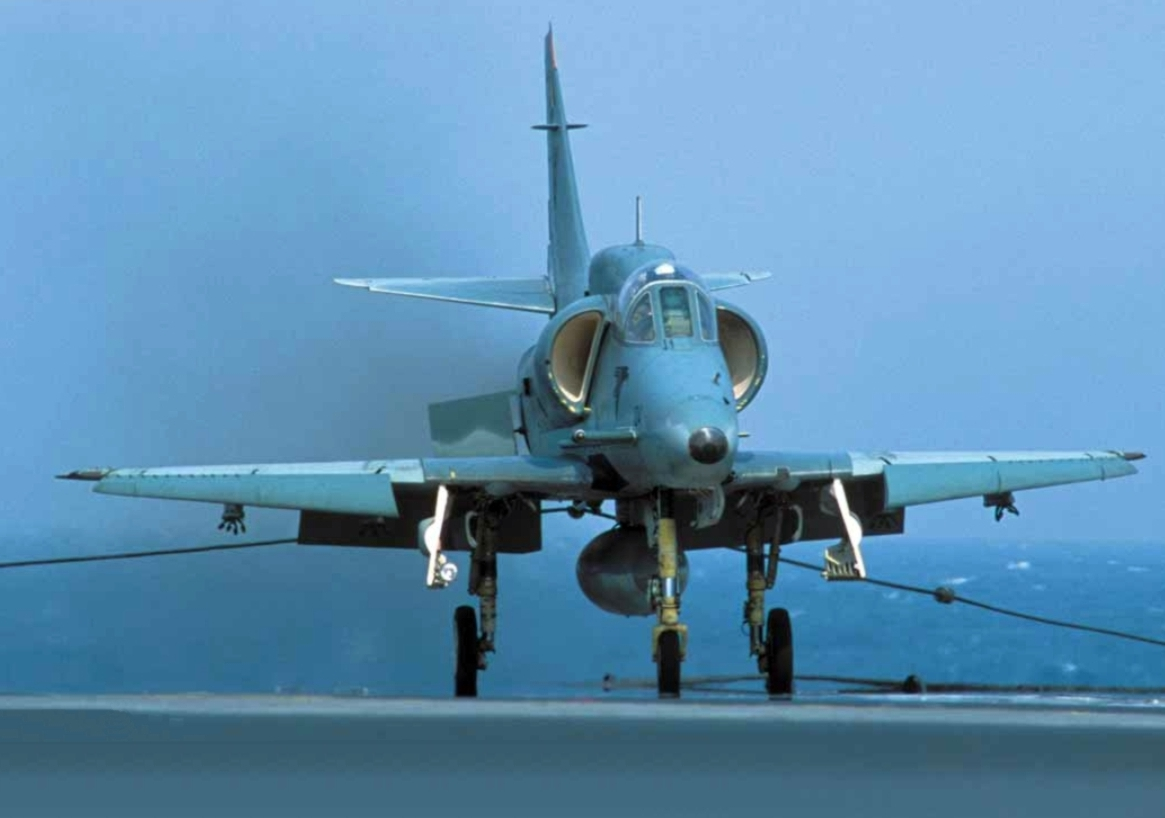
Un velivolo da addestramento McDonnell Douglas TA-4KU (AF-1B) del VF-1 Falcõnes in fase di appontaggio sulla São Paulo nel 2003.

Nei primi tre anni di servizio con la bandiera brasiliana la nave ha svolto diverse esercitazione all'estero, in particolare le operazioni ARAEX, PASSEX e TEMPEREX. Nel corso dell'esercitazione ARAEX-02 con unità della Marina dell'Argentina, a bordo della portaerei brasiliana hanno effettuato una serie di decolli e appontaggi Super Étendard e Grumman S-2 Tracker della Marina Argentina. 

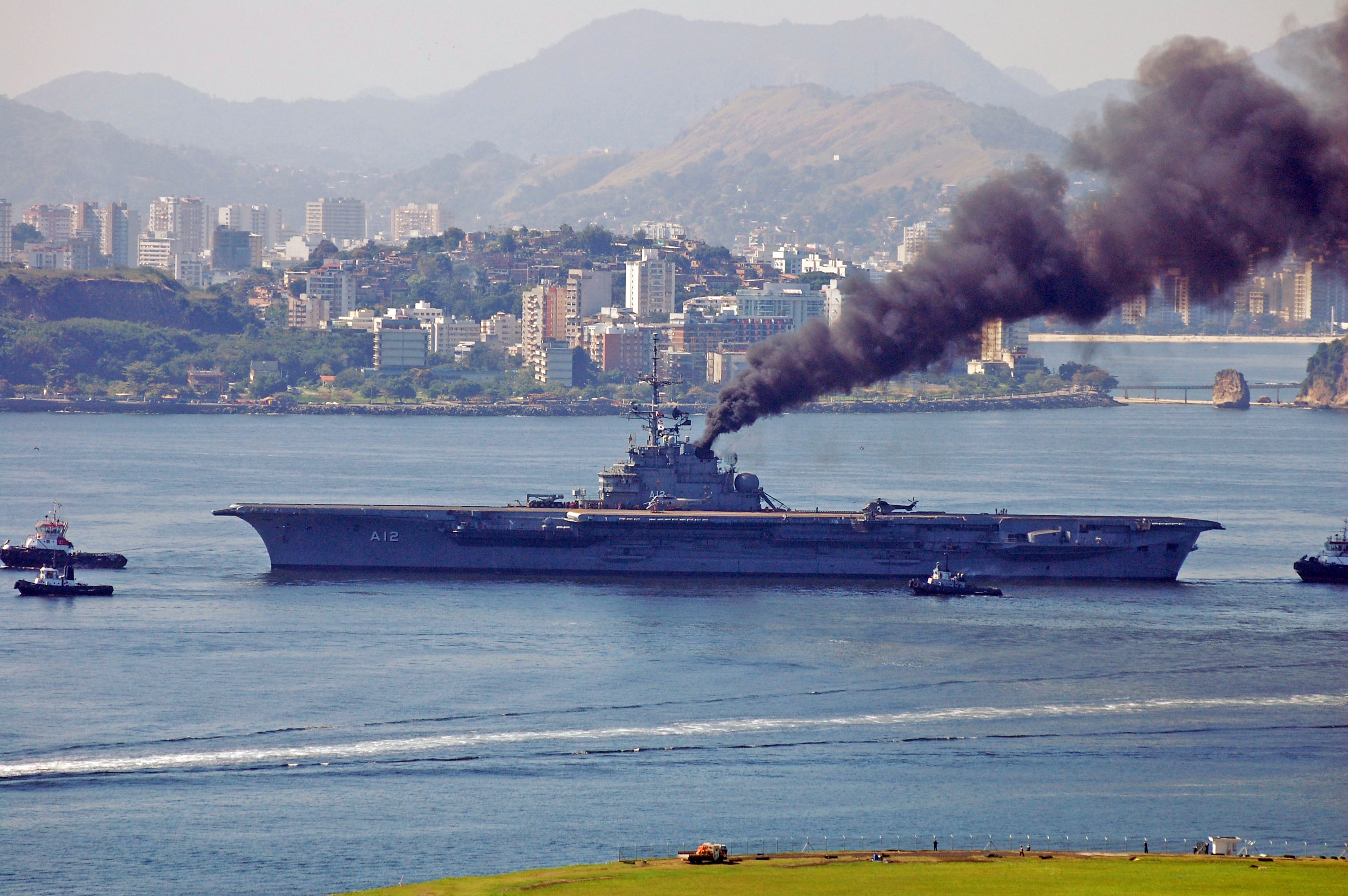
La portaerei São Paulo a Rio de Janeiro fotografata nel 2010.

Nel maggio 2005 la portaerei è rimasta danneggiata da un incendio ed è stata quindi sottoposta ad un primo ciclo di lavori di ammodernamento che sono terminati nel luglio 2009. Nel corso dei lavori sono state revisionate le turbine, effettuata la manutenzione dei condensatori, la ritubazione delle caldaie, la riparazione di due compressori ad alta pressione, la revisione dei generatori elettrici di corrente alternata, l'acquisto di pezzi di ricambio, la manutenzione di pompe, valvole ed elementi strutturali, la sostituzione del Naval Tactical Data System e dell’Optical Landing System, l'installazione di un sistema IFF, l'installazione del sistema ESM MAGE, la revisione delle catapulte.
Rientrata insquadra alla fine del 2009 e la sua carriera operativa è proseguita, ad un basso livello di operatività, fino a quando non rimase nuovamente danneggiata da un nuovo incendio nel 2012.
Nel giugno 2015 la São Paulo entrò nuovamente in cantiere per eseguire un nuovo, e più esteso, ciclo di lavori di ammodernamento designati PMM (Período de Modernização de Meio). Il nuovo ciclo di lavori prevedeva l’installazione di nuovi elevatori, nuovi generatori elettrici, completo rifacimento dell’apparato propulsivo e l’installazione di nuove catapulte di lancio al costo complessivo di un miliardo di reais A causa dell'alto costo del rimodernamento e della manutenzione dell'unità, il 14 febbraio 2017 venne deciso di procedere alla dismissione della São Paulo entro il 2020; gli aeromobili imbarcati verranno ridistribuiti presso basi terrestri dalle quali opereranno nel futuro.
Nel 2021 la nave è stata venduta alle società MSK Maritime Services & Trading e Sok Denizcilik per esser smantellata in Turchia, operazione che non fu effettuata per il diniego all'ingresso in acque turche, apposto quando questa stava per superare lo stretto di Gibilterra, da parte delle autorità di questo paese a causa della scarsa documentazione sulle quantità di materiale ambientalmente pericoloso (in primis amianto), l'anno successivo il governo brasiliano ne decise l'affondamento controllato nell'oceano Atlantico, a 350 chilometri dalla costa brasiliana, in un'area con una profondità d'acqua di circa 5000 metri .

### Variazioni della componente aerea imbarcata

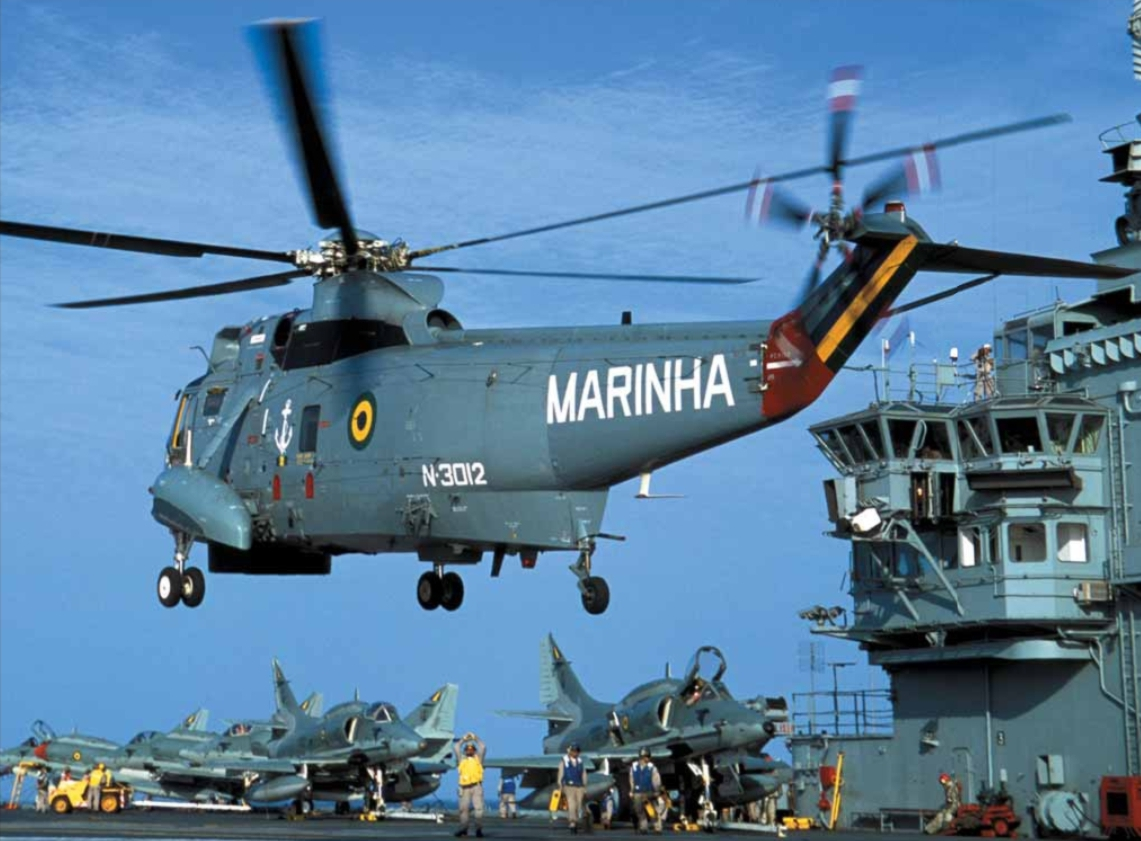
Un elicottero antisommergibile Sikorsky SH-3D in fase di appontaggio sulla São Paulo nel 2003. Notare la fila di cacciabombardieri A4KU (AF-1A) in fase di rifornimento.

In sostituzione degli elicotteri antisommergibile Sikorsky SH-3D nel 2008 sono stati ordinati 6 Sikorsky S-70B Seahawk i primi esemplari, armati di missili antinave Kongsberg Penguin, sono stati consegnati tra il 2012 e il 2013.
Nel 2009 fu avviato dalla Embraer anche un programma di ammodernamento per dodici AF-1A/AF-1B Skyhawk ad un costo di $ 140 milioni. Esso prevede la totale revisione dei velivoli e dei loro sistemi attuali, con una nuova avionica, nuovo radar Elta EL/M-2032, e l’installazione di missili aria-aria Rafael Derby e Python 4. I primi esemplari aggiornati sono stati consegnati nel 2015.
Nel 2011 furono acquistati negli Stati Uniti 8 velivoli Carrier Onboard Delivery (COD) Grumman C-1 Trader, di cui su 4 vennero avviati dalla Marsh Aviation lavori per la trasformazione in aviocisterne imbarcate. I lavori di ammodernamento prevedevano l’installazione di nuovi motori a turboelica.

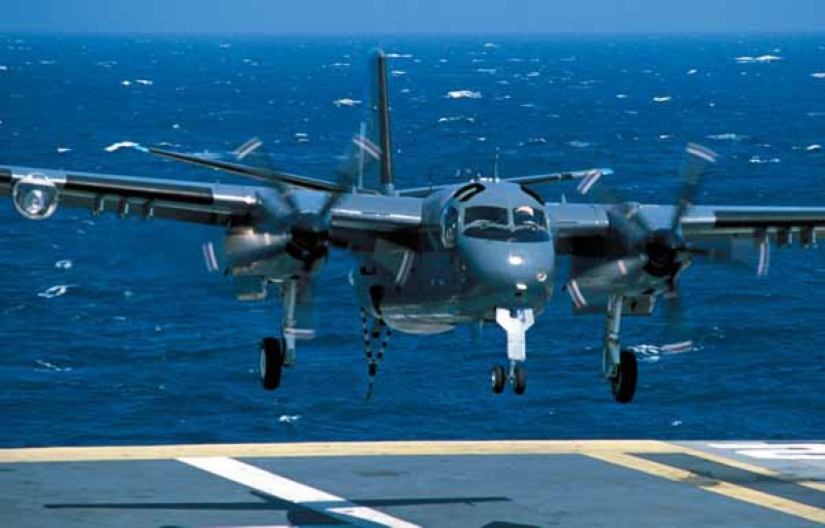
Un velivolo antisommergibile S-2T Tracker della marina argentina in fase di appontaggio sulla São Paulo nel 2003.

Per l'impiego imbarcato sulla São Paulo la Marina brasiliana aveva ordinato di convertire tre S-2T Trackers Turbo alla configurazione AEW, e altri tre per trasporto. Il tipo di motori e il radar non sono stati specificati, ed il programma è andato avanti per un certo periodo prima di venire cancellato.

## Comandanti
- CMG Antônio Alberto Marinho Nigro - (15 novembre 2000 – 9 aprile 2002)
- CMG Antônio Fernando Monteiro Dias - (9 aprile 2002 – 19 febbraio 2004)
- CMG Luiz Henrique Caroli - (19 febbraio 2004 - 16 febbraio 2006)
- CMG Resende - (16 febbraio 2006 - 15 febbraio 2008)
- CMG Dibo - (15 febbraio 2008 - 11 febbraio 2010)
- CMG José Renato - (11 febbraio 2010 - 29 febbraio 2012)
- CMG Sérgio Fernando de Amaral Chaves Junior - (29 febbraio 2012 - 29 gennaio 2013)
- CMG Alexandre Rabello Farias - (29 gennaio 2013 - 24 febbraio 2015)
- CMG Amaury Calheiros Boite Junior - (24 febbraio 2015 -14 febbraio 2017)

## Galleria d'immagini

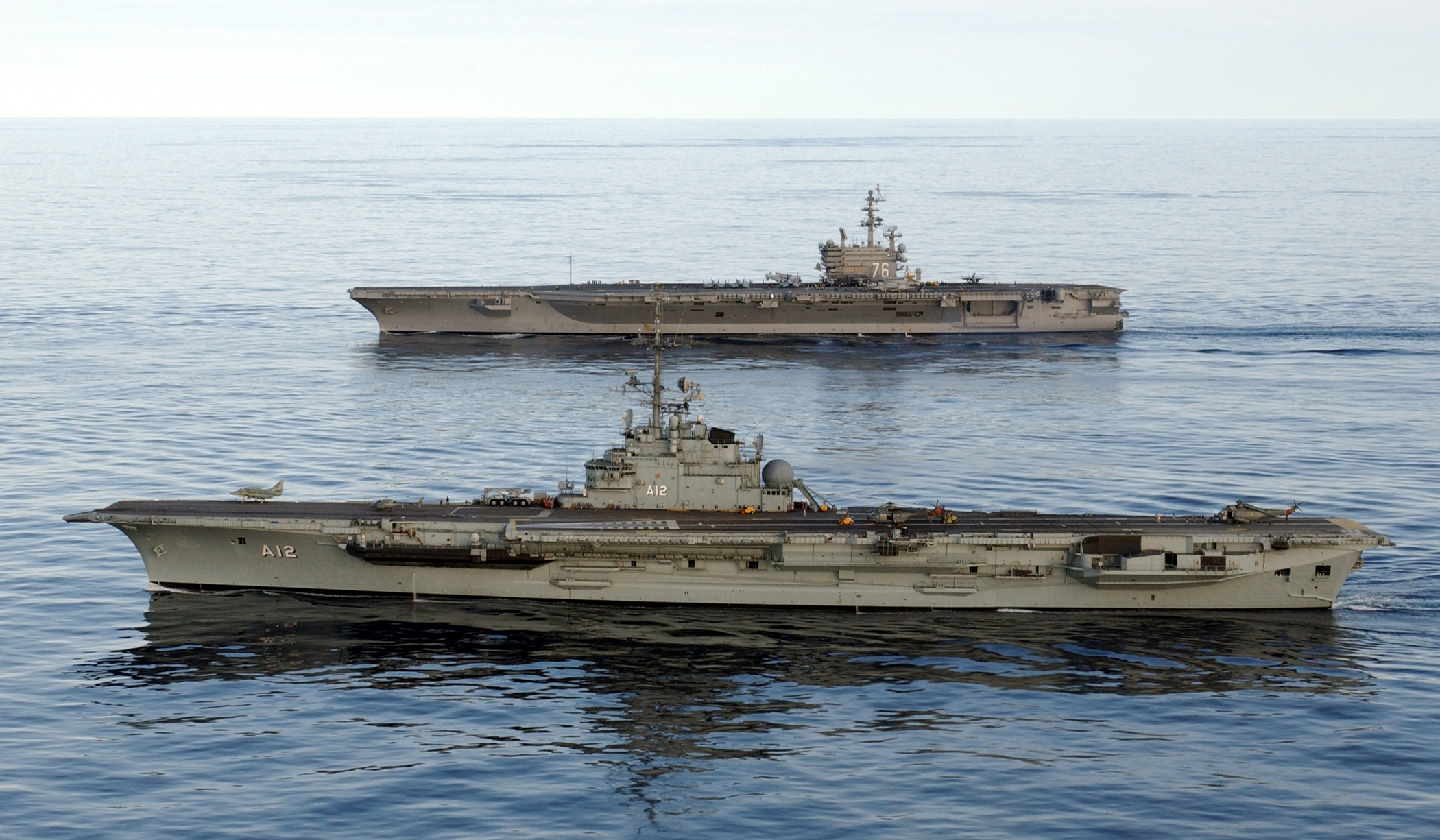
La portaerei São Paulo e la portaerei americana CVN-76 Ronald Reagan riprese durante una esercitazione congiunta nel giugno 2004
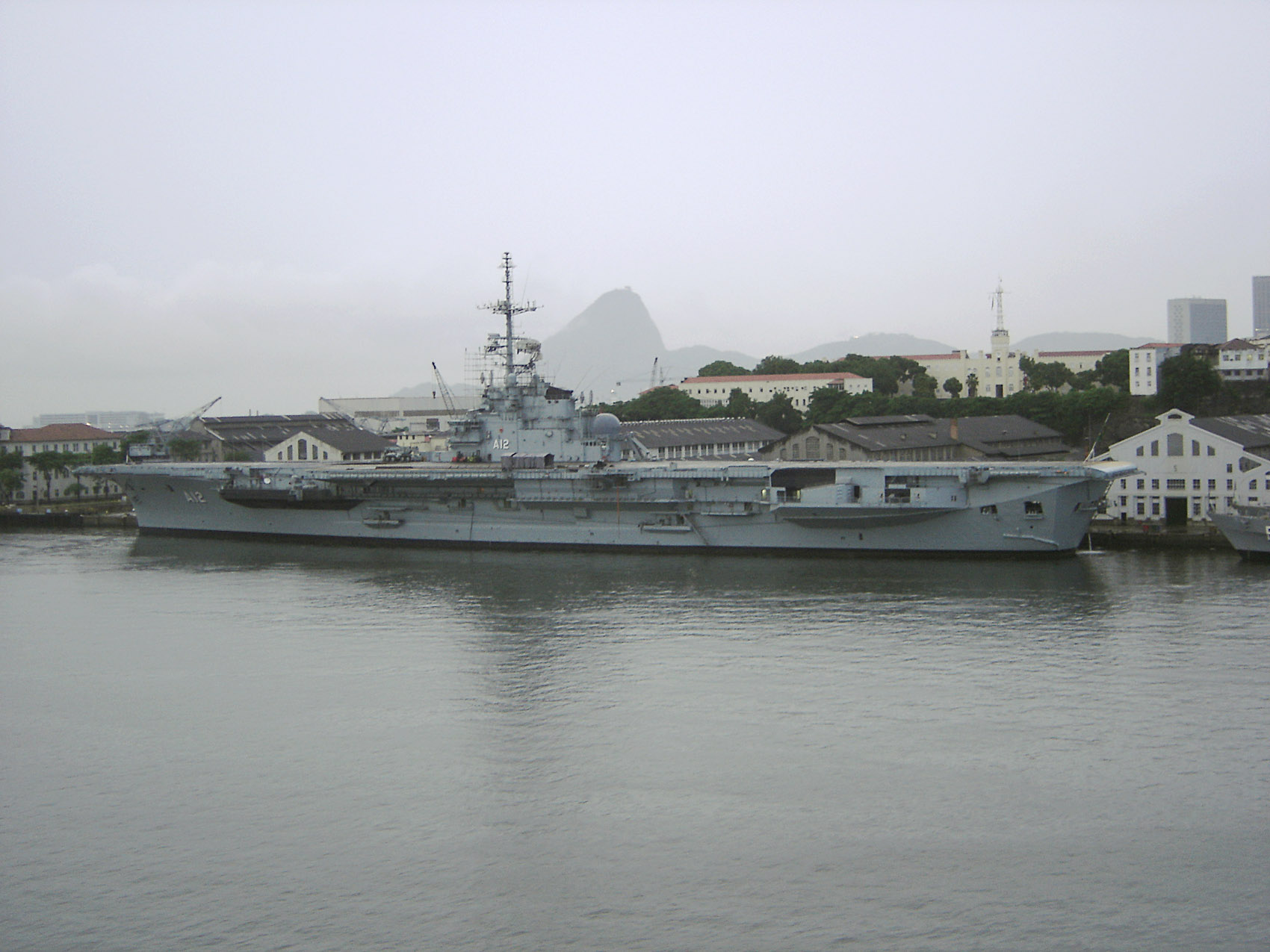
La portaerei São Paulo a Rio de Janeiro nel 2007
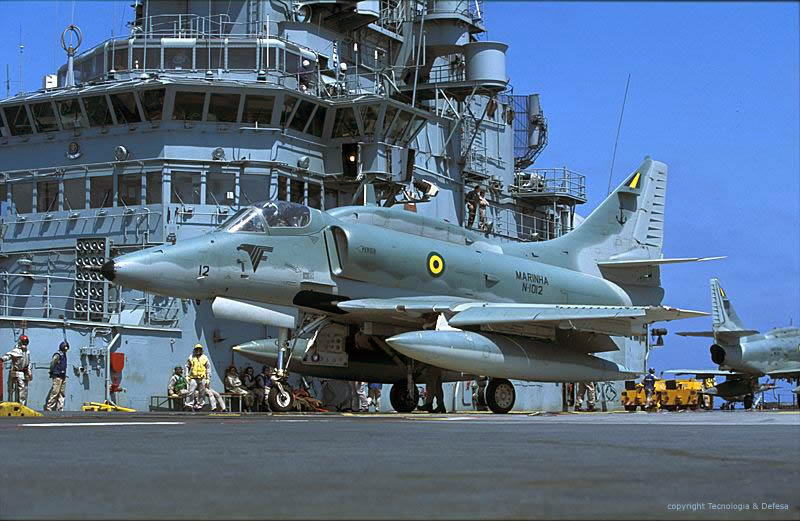
A-4 sul ponte di volo
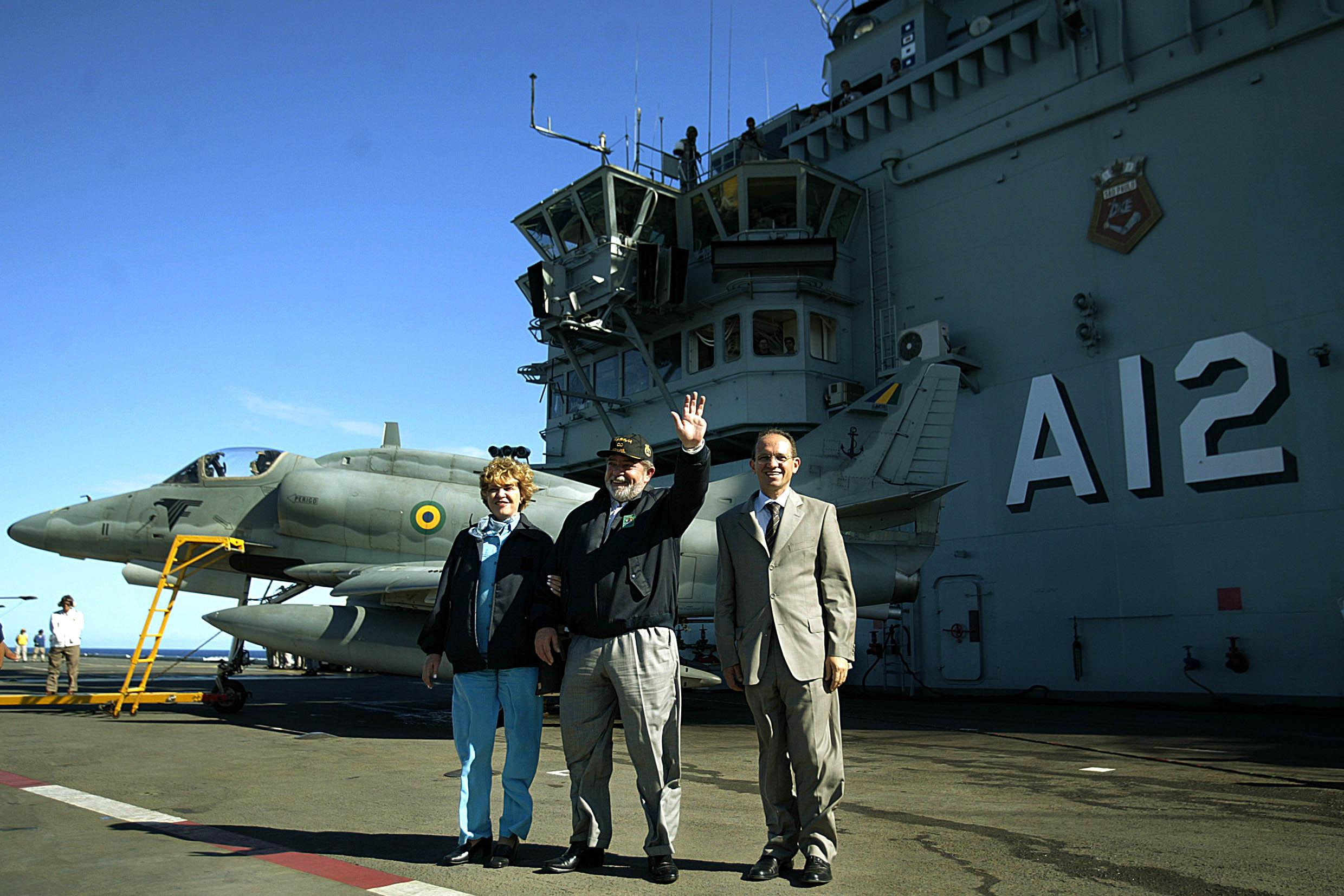
Il Presidente Lula e la moglie in visita a bordo
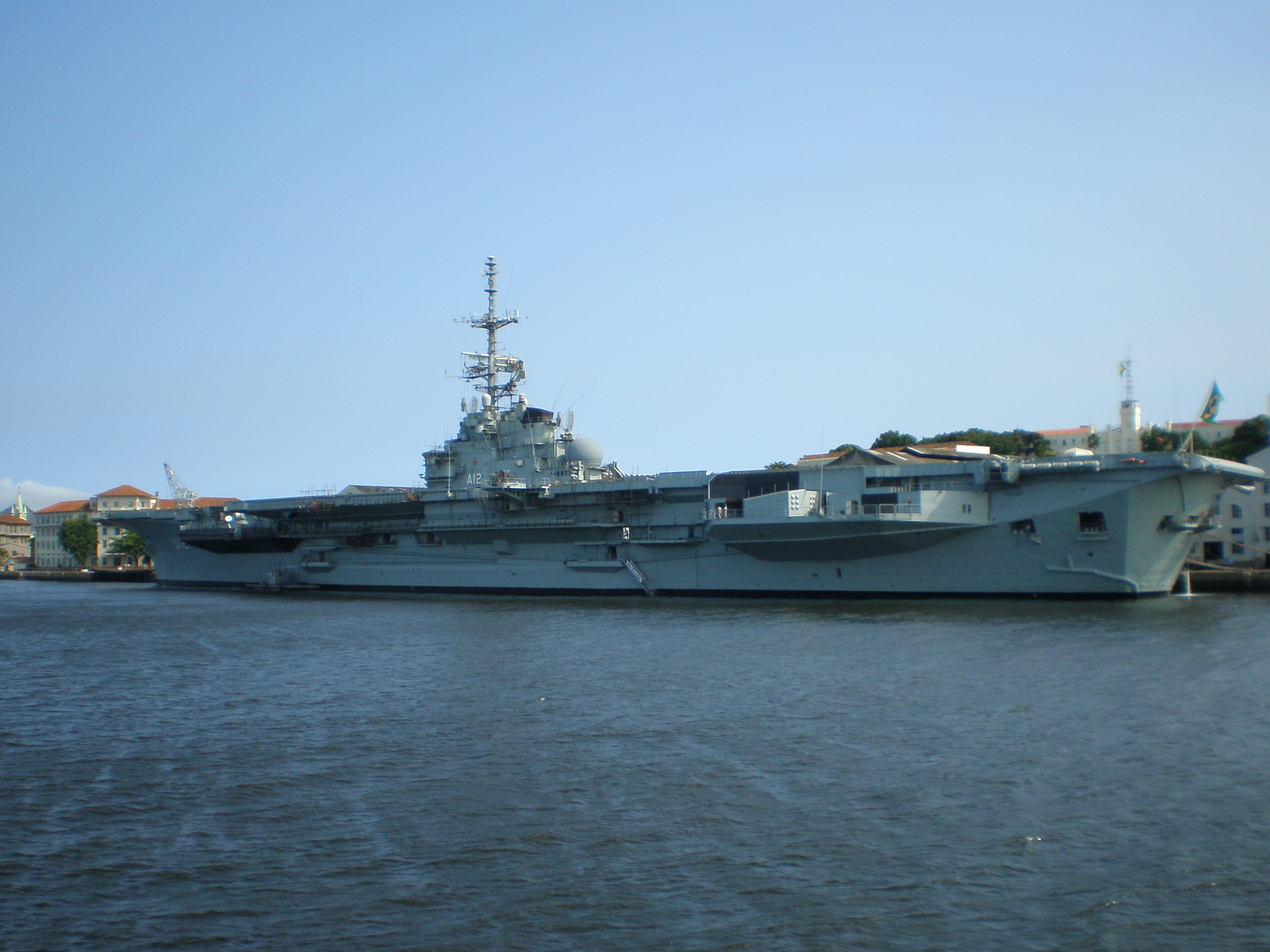
La portaerei São Paulo attraccata alla banchina dell'Arsenale della Marina di Rio de Janeiro nel 2007
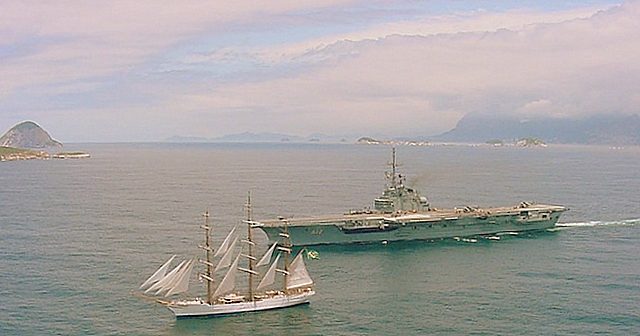
La portaerei São Paulo fotografata insieme alla nave scuola a vela Cisne Branco.

### Annotazioni
1. ↑  Acronimo per Navio-Aeródromo, lett. nave aeroporto, vale a dire portaerei.
2. ↑  Si trattava di 23 esemplari di A-4KU/TA-4KU, acquistati di seconda mano in Kuwait tra il 1997-1998 al costo di 70 milioni di dollari, comprensivo di 20 motori di riserva e 217 missili aria-aria Raytheon AIM-9H Sidewinder|. I velivoli sono stati ridenominati AF-1A/AF-1B (tre in versione biposto da conversione operativa).
3. ↑  Con 52 missili di scorta.
4. ↑  Circa un miliardo di dollari.
5. ↑  Un primo lotto di 38 missili Penguin è stato consegnato nel 2012.
6. ↑  Con aggiornamenti simili a quelli che hanno riguardato gli AMX e F-5E/F Tiger II della Força Aérea Brasileira.
7. ↑  Altre due cellule furono accantonate in attesa di iniziare lavori di trasformazione in velivoli AWACS, mentre altre due cellule vennero destinate a fornire pezzi di ricambio.

### Fonti
1. ↑  (EN) Brazil decommissions the aircraft carrier NAe São Paulo, su janes.com, 26 novembre 2018.
2. ↑  Brasile, fatta affondare nell'Oceano Atlantico ex portaerei piena di rifiuti tossici | Proteste degli ambientalisti (Tgcom2.Mediaset.it)
3. ↑  Georges Croulebois tattica,freeBridge, Éditions des bocche 7, 1993, ISBN 287716-052-1, p. 211
4. 1 2 3 4 5 6  Da Frè 2017, p. 59.
5. ↑  da Frè 2017, p. 57.
6. 1 2  da Frè 2017, p. 58.
7. ↑  (PT)  Navio Aeródromo São Paulo - A 12 Archiviato il 1º maggio 2009 in Internet Archive. Poder Naval
8. ↑  (EN)  São Paulo
9. ↑  (PT)  NAe São Paulo - A 12 Archiviato il 1º maggio 2009 in Internet Archive. Poder Naval
10. ↑  (PT)  A segunda docagem do NAe São Paulo Archiviato il 12 gennaio 2016 in Internet Archive.
11. ↑  (PT)  A12 São Paulo:Modernização Archiviato il 28 febbraio 2009 in Internet Archive. Defesa Br.
12. ↑  (PT)  Gigante do Mar, Porta-Aviões São Paulo, esta de volta à ativa
13. ↑  Il Brasile ha affondato una nave piena di amianto nell’Atlantico
14. ↑  FMS: Brazil Requests S-70 Helicopters and Engines Deagel
15. ↑  Da Frè 2017, p. 64.
16. ↑  Embraer to Modernize Brazilian Navy AF-1 and AF-1A Jets Archiviato il 22 agosto 2009 in Internet Archive. fonte: Reuters
17. 1 2 3  Da Frè 2017, p. 63.
18. ↑  Embraer, Thales, Marsh Aviation Offer To Upgrade Brazil's S-2s Defense Daily

### Periodici
- Giuliano Da Frè, Marinha do Brasil: un gigante dai piedi d’argilla, in Rivista Italiana Difesa, n. 5, Chiavari, Giornalistica Riviera Soc. Coop., maggio 2017,  pp. 56-67.